# Walter Espec

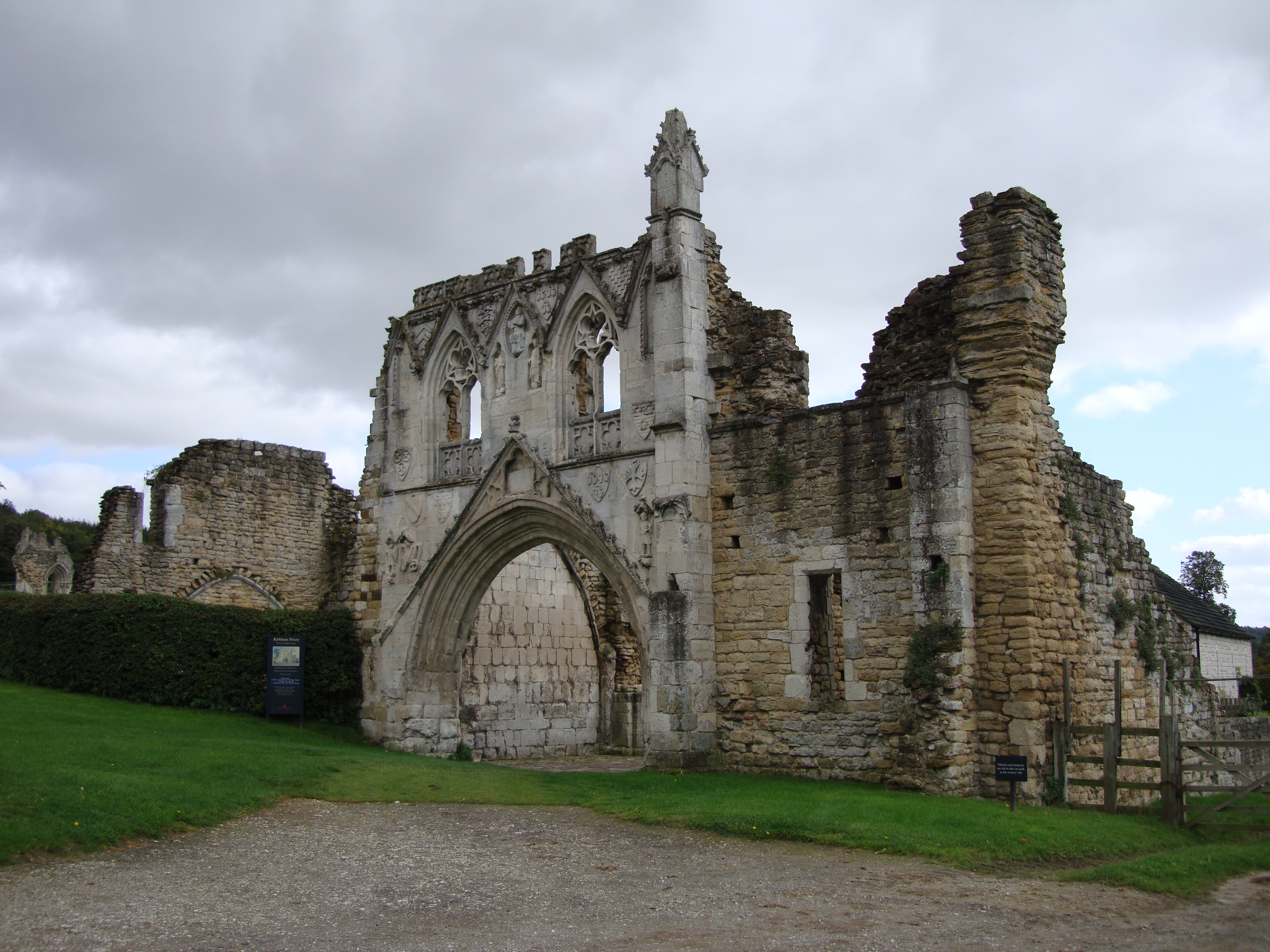
Ruines du prieuré de Kirkham, qu'il fonde en 1121/1122.

Walter Espec († entre 1147 et 1158), seigneur de Warden (Bedfordshire), Wark (Northumberland) et Helmsley (Yorkshire), est une importante figure militaire et judiciaire des règnes d'Henri Ier d'Angleterre et d'Étienne d'Angleterre. 

## Biographie
Il est probablement le fils de William Spech (actif en 1086), un Normand de l'ouest du duché, mais qui pourrait peut-être être son oncle maternel. Il lui succède dans ses domaines du Bedfordshire. Il a trois sœurs, prénommées Hawise (Agnès), Aubrée et Adeline qui épousent respectivement Guillaume de Bussei, Geoffroy (II) de Trailli et Pierre de Ros. Il a un oncle prénommé Guillaume qui devient le premier prieur de Kirkham, après avoir été recteur de Garton (Yorkshire) et chanoine au prieuré de Nostell (Yorkshire). Il épouse Adeline, une femme de parentèle inconnue.
Dans les quelques années qui précèdent 1120, il est l'un des principaux administrateurs, conjointement avec Eustace Fitz John, du nord de l'Angleterre. Il acquiert, probablement du roi, de nombreuses terres principalement localisées autour des châteaux de Wark (Northumberland) et Helmsley (Yorkshire),.C'est d'ailleurs lui qui fait bâtir ces châteaux[réf. nécessaire]. Il devient alors un personnage important de cette partie du royaume.
Avant 1130, il est devenu juge royal dans plusieurs comtés du Nord (Yorkshire, Northumberland, Westmoreland) et dans la ville de Carlisle. Il semble qu'à cette époque, toujours conjointement avec Fitz John, la gestion du domaine royal dans cette partie du territoire lui ait été confiée, ainsi que la garde des terres de l'évêché de Durham, vacant depuis 1128.
En 1134, il fait partie de l'appui militaire envoyé par Henri Ier à son beau-frère le roi David Ier d'Écosse, et aide le roi écossais à capturer son neveu rebelle Máel Coluim mac Alaxandair. Après la mort d'Henri Ier, le 1er décembre 1135, Étienne de Blois se fait couronner alors que le trône était promis à Mathilde l'Emperesse, l'unique fille légitime du défunt. David Ier envahit alors le nord de l'Angleterre afin de soutenir sa nièce et d'appuyer ses revendications sur les terres anglaises de Cumbria et du Northumberland. Avant Noël 1135, il s'empare du château de Wark de Walter Espec. Lorsqu'Étienne vient dans le nord, Walter l'accepte pour roi, et se joint à son armée qui se dirige vers celle du roi écossais. Il n'y a pas d'affrontement entre les deux souverains, mais une négociation qui aboutit à la signature du premier traité de Durham, fin février 1136. Ce n'est qu'alors que Walter retrouve la possession de son château.
Wark est à nouveau assiégé par les Écossais au début de l'année 1138. Alors qu'il est déjà assez âgé, il est l'un des commandants de l'armée anglaise qui vainc les Écossais à la bataille de l'Étendard, le 22 août 1138,. Par la suite, il est possible qu'il se réconcilie avec le roi écossais, peut-être aux dépens de son serment d'allégeance à Étienne. En effet, en novembre 1138, il ordonne à la garnison de Wark d'abandonner la ville aux Écossais ; et avant 1141, Waltheof de Melrose, un beau-fils du roi écossais, et nommé prieur de Kirkham, un monastère que Walter Espec a fondé.
Pour l'historien Christopher Tyerman, la contribution la plus significative de Walter Espec reste son patronage des nouveaux ordres religieux. Comme il n'a pas de descendance, il y consacre sa fortune. Il fonde le prieuré augustinien de Kirkham (Yorkshire, 1121/22), l'abbaye cistercienne de Rievaulx (Yorkshire, 1132) et son abbaye-fille de Warden (Bedfordshire, 1136). La tradition veut que Kirkham ait été fondée en mémoire de son fils, mort après une chute de cheval, mais il semble que ce soit une invention. Il est en revanche plus probable qu'il ait fondé ce prieuré sur les conseils de son oncle Guillaume, qui en devient le premier prieur. Il offre 400 ha à Rievaulx, qui est située non loin de son château de Helmsley, où la construction commence en 1132, et est très impliqué dans l'arrivée de l'ordre des cisterciens en Angleterre.
Vers 1134, Ailred, alors un courtisan de David Ier d'Écosse, se fait moine à Rievaulx après lui avoir rendu visite au château de Helmsley. Le moine chroniqueur, devenu son ami, le décrit comme étant « bon, loyal, sagace dans ses conseils, énergique, courageux, capable, prudent, prévoyant » et « d'une stature gigantesque, ayant une voix forte une trompette, des cheveux noir de jais, une longue barbe, et de grands yeux noirs ». Aelred ajoute qu'il est le « meneur et père » de tous les barons du Nord. Il lui attribue aussi un discours sur les accomplissements des Normands prononcé juste avant la bataille de l'Étendard. 
La date de la mort de Walter Espec est inconnue. D'après une source douteuse, il se serait fait moine à Rievaulx vers 1153, et y serait mort et enterré le 15 mars 1155. Les historiens estiment qu'il est peut-être encore vivant à une date estimée entre 1147 et octobre 1153, quand son neveu Robert de Ros confirme ses donations à Rielvaulx. En 1158, ses héritiers, qui sont les fils de ses trois sœurs, sont en possession de ses terres. Guillaume de Bussei et Geoffroy de Trailli se partagent les terres du Bedfordshire, et Robert de Ros obtient celles du Yorkshire et du Northumberland.

### Sources
- Paul Dalton, « Espec, Walter (d. 1147x58) », Oxford Dictionary of National Biography, Oxford University Press, 2004.
- « Walter Espec », Christopher Tyerman, Who's Who in Early Medieval England, 1066-1272, Shepheard-Walwyn, 1996 (ISBN 0856831328), p. 113-114.